# Ludwig August von Fallon

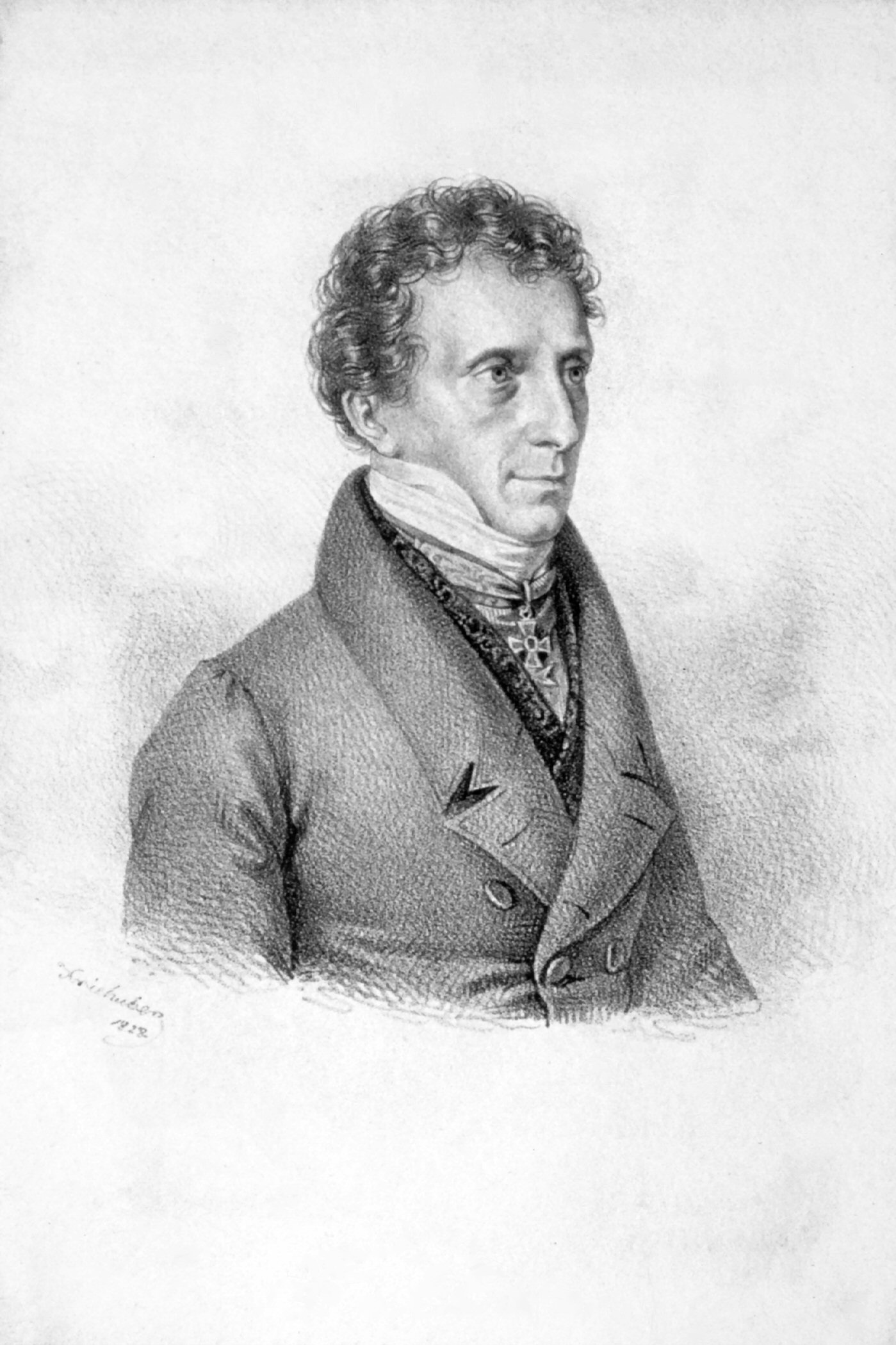
Ludwig August von Fallon, Lithographie von Josef Kriehuber, 1828

Ludwig August Freiherr von Fallon (* 27. November 1776 in Namur; † 4. September 1828 in Wien) war ein österreichischer Generalmajor und Kartograph.

## Leben
Fallon machte sich um die Landvermessung und das Kartenwesen in Österreich sehr verdient. Er kam schon früh aus den österreichischen Niederlanden nach Wien und trat nach dem Studium an der Ingenieurakademie 1796 in das Ingenieurcorps ein und wurde dort 1797 Oberlieutenant und 1803 Capitän. 1804 begleitete er Erzherzog Johann auf einer Reise, um die Landesverteidigung in Tirol und Venetien zu begutachten. 1805 als Hauptmann im Generalquartiermeisterstab tätig, er arbeitete an der Vermessung Tirols und führte bei einer Besteigung des Ortlers eine Höhenmessung durch. 1806/07 wirkte er an der großen Triangulierung mit. 1809 war er im Hauptquartier von Erzherzog Karl mit Befestigungsaufgaben betraut und im gleichen Jahr zum Major befördert. 1813–15 war er im Hauptquartier des Feldmarschall Fürsten Schwarzenberg. Unter seiner Leitung wurde die militärische Vermessung großer Teile Österreichs durchgeführt. Auch um die 1817 begonnene Erstellung der Grundsteuer-Katasterkarten erwarb er sich Verdienste. 1825 wurde er zum Generalmajor befördert.
Er war Inhaber des russischen St. Wladimir Ordens 3. Klasse und des preußischen Militär-Verdienstordens (1814).

## Werke
- Hypsometrie von Oesterreich: 1. Band Die Höhenbesteigungen in Tirol, Istrien und im Golfe von Garnavo (1831), Digitalisat
- Disposition zu den Blickfeuern, welche zum Behufe der astronomischen Längenbestimmung zwischen München und Ofen gegeben werden, Digitalisat